# Örebro skofabrik AB

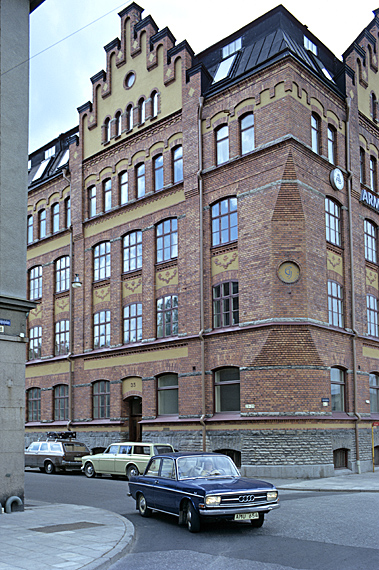
Fabriksbyggnaden från 1907 i hörnet av Järnvägsgatan och Klostergatan.

Örebro skofabrik var en skofabrik i Örebro, verksam 1894-1968.
Örebro skofabrik var den första skofabriken i Närke, frånsett ett kortare försök av Carl August Olsson i Gällersta 1874-79. Grundare var Johan Fagerlind, född i Näsby socken som arbetade som försäljare i den 1890 grundade förläggar- och försäljarfirman inom skohandeln Carlsson & Åqvist. Carlsson & Åqvist var intresserad av att få till stånd en industriell skoproduktion. Fagerlind valde till kompanjon John Palmborg, bankvaktmästare och anställd vid Örebro Enskilda Bank, vilken skulle stå för det ekonomiska kunnandet. Under 1894 vistades Fagerlind i Tyskland där han som anställd i skoindustrin studerade skomakarmaskiner och kartlade de olika fabrikernas maskiner. Hösten 1894 flyttade man in i en av Örebro skofabrik tillhörande byggnad, som tidigare tillhört den 1892 nedlagda Örebro tändsticksfabrik. Under årens lopp valde Palmborg att skjuta till mer pengar i firman, medan Fagerlind tog ut lön för sitt uppehälle. 1896 löste slutligen Palmborg ut Fagerlind, och fortsatte bolaget i ensam regi. 1907 uppfördes ett eget fabrikskomplex vid Järnvägsgatan. Fabriken var huvudsaklig leverantör till firman Carlsson & Åqvist fram till 1912, då Carlsson & Åqvist köpte skofabriken Örnen.
Ökad skoimport under 1960-talet innebar ett hårt slag för skoindustrin i Sverige. 1968 lades fabriken ned.